# Philippe I de Croÿ
Philippe I de Croÿ (1435 – 1511) è stato un nobile belga.
Fu Seigneur de Croÿ e Conte di Porcéan. Philippe I fu un legittimo erede del potente Casato di Croÿ. Era il maggiore dei figli sopravvissuti di Antoine de Croy, Comte de Porcéan e Margherita di Lorena-Vaudémont.
Philippe fu allevato con Carlo il Temerario, che combinò il matrimonio di Philippe con Jacqueline di Lussemburgo nel 1455. Il padre della sposa, Luigi di Lussemburgo, Conte di Saint-Pol, era estremamente contro l'alleanza tentò di vincere sua figlia indietro con la forza, ma il Conte di Porcéan chiuse i confine del Lussemburgo ed annunciò che il matrimonio era stato consumato. Fu anche Governatore del Lussemburgo e Ligny. 
Philippe aveva determinazione e una grande forza di personalità, ed era rispettato sia come amministratore che esperto in battaglia. L'anno dopo la morte del padre fu intitolato Cavaliere del Toson d'Oro, ed in seguito diventò Governatore di Hainaut. Egli è registrato come partecipante nella maggior parte delle battaglie di Filippo il Buono e Carlo il Temerario, durante il quale le sue fortune variavano per essere stato nominato cavaliere al valore per essere tenuto in ostaggio.
Nel 1471 sconfisse il Re di Francia con 600 cavalieri ma ritornò in Borgogna per combattere per Carlo durante la Battaglia di Nancy. Fu durante questa battaglia che fu fatto battle prigioniero. In seguito alla morte di Carlo, Philippe aiutò a combinare il matrimonio della sua erede Maria con l'Imperatore Massimiliano I. 
Verso la fine della sua vita, fu impiegato dall'Imperatore come Governatore di Valenciennes, Luogotenente Generale di Liegi, e Capitano Generale di Hainaut. Philippe commissionò una notevole chiesa a Château-Porcien, in cui fu sepolto alla sua morte nel 1511.

## Figli
Philippe I de Croÿ e Jacqueline di Lussemburgo ebbero tre figli:
- Henry de Croÿ (morto nel 1514), sposò Charlotte de Chateaubriand (morta nel 1509) ed ebbe figli
  - Philippe II, Duca di Aarschot (1496–1549)
  - Guillaume de Croÿ (1497–1521)
  - Robert de Croÿ (1500-1556), Vescovo di Cambrai
  - Jacqueline de Croÿ, sposò Antoine de Glymes
- Antoine de Croÿ, Vescovo di Thérouanne, mor' il 21 settembre 1495 a Cipro e si trova sepolto lì.
- Guillaume de Croÿ (1458–1521), principale tutore di Carlo V d'Asburgo, senza figli